# Markus Eberhardt
Markus Eberhardt (* 12. März 1994 in Stuttgart) ist ein deutscher Eishockeyspieler, der seit der Saison 2024/25 bei den Hannover Scorpions aus der Oberliga Nord unter Vertrag steht.

## Karriere
Markus Eberhardts erste größere Station im Eishockey-Sport war der SC Bietigheim-Bissingen. Dessen U16-Mannschaft verstärkte er in der Saison 2006/07. Ab der Saison 2009/10 wechselte er für zwei Saisons ins Werdenfelser Land, um für die U18-Mannschaft des SC Riessersee zu spielen. Eberhardt verließ die Mannschaft nach den beiden Saisons aufgrund des Abstiegs des U18-Teams in Richtung Klostersee. Dort spielte er für eine Saison in der U18-Mannschaft und eine in der U20-Mannschaft. Weiterhin absolvierte er parallel 74 Spiele für die erste Mannschaft des EHC Klostersee. 
Eberhardt durchlief alle deutschen Nachwuchs-Nationalmannschaften von der U17 bis zur U19.
Für die Saison 2013/14 heuerte Eberhardt wieder beim SC Riessersee an, dieses Mal jedoch für die erste Mannschaft in der DEL2. Zur Saison 2015/16 wurde Eberhardt vom EV Landshut für die DEL2 verpflichtet. Als den Niederbayern dann die DEL2-Lizenz verweigert wurde, erklärte sich der Rechtsschütze bereit, auch in der Oberliga aufzulaufen. Nach 20 Spielen für den EVL wurde er im Dezember 2015 von den Heilbronner Falken verpflichtet und konnte so wieder in der DEL2 spielen.
Im Juni 2019 entschloss er sich aus privaten Gründen zu einem Wechsel zum EC Bad Tölz. Nach dem Abstieg des Tölzer Club im April 2022 kehrte Eberhardt zunächst zum EV Landshut zurück. Im Februar 2023 gaben die Blue Devils aus Weiden Eberhardts Verpflichtung bekannt.

## Karrierestatistik
(Legende zur Spielerstatistik: Sp oder GP = absolvierte Spiele; T oder G = erzielte Tore; V oder A = erzielte Assists; Pkt oder Pts = erzielte Scorerpunkte; SM oder PIM = erhaltene Strafminuten; +/− = Plus/Minus-Bilanz; PP = erzielte Überzahltore; SH = erzielte Unterzahltore; GW = erzielte Siegtore; 1 Play-downs/Relegation; Kursiv: Statistik nicht vollständig)